# (6840) 1995 WW5
(6840) 1995 WW5 (1995 WW5, 1953 SR, 1980 WM2, 1989 CP8, 1991 RM5) — астероїд головного поясу, відкритий 18 листопада 1995 року.
Тіссеранів параметр щодо Юпітера — 3,491.